# Katarine Zalyan-Manukyan
Katharine Zalian-Manukian (in armeno Կատարինե Զալյան-Մանուկյան?; ... – Mosca, 1965) è stata una politica armena, una delle prime tre donne elette alla carica di membro del parlamento armeno nel 1919.

## Biografia
Di professione, Katharine Zalyan era un'infermiera e lavorava negli orfanotrofi. Nel 1917 sposò Aram Manukyan, che incontrò in uno degli orfanotrofi. Nel 1918 nacque la loro figlia Seda, e nel gennaio 1919, quando la figlia aveva quattro mesi, Aram Manukyan morì di tifo.
Katharine era uno dei fondatori della Prima Repubblica di Armenia e nel 1918 divenne il suo primo ministro degli affari interni. Nello stesso anno coordinò i volontari infermieristici nella battaglia di Abaran e Sardarabad. 
Zalyan-Manukyan era un candidato alle elezioni parlamentari del giugno 1919, come membro della Federazione rivoluzionaria armena, ed era una delle tre donne elette insieme a Perciuhi Partizpanian-Barseghian e Varvara Sahakian. In qualità di membro del parlamento, ha fatto parte della commissione per la salute e durante l'epidemia di tifo che colpì l'Armenia, si dedicò ad aiutare orfani e rifugiati.
Nel 1920, quando l'Armenia passò sotto il controllo dei bolscevichi, a causa della persecuzione politica, Katharine Zalyan-Manukyan si trasferì a Krasnodar in Russia. Tornò in Armenia nel 1927 poiché lì c'era bisogno di operatori sanitari e vi lavorò fino al 1937. Morì a Mosca nel 1965.